# سندی یانلا
سندی یانلا (انگلیسی: Sandy Iannella؛ زادهٔ ۶ آوریل ۱۹۸۷) بازیکن فوتبال اهل ایتالیا است.
وی همچنین در تیم ملی فوتبال زنان ایتالیا بازی کرده‌است.